# Doris Monteiro
Adelina Doris Monteiro (Rio de Janeiro, 21 de outubro de 1934 – Rio de Janeiro, 24 de julho de 2023) foi uma cantora e atriz brasileira.

## Carreira
Descrita por renomados críticos musicais como a cantora que tem "a bossa de quem já nasceu sabendo" e símbolo de "modernidade já atemporal" no universo da música brasileira, a carioca Doris Monteiro começou a despontar para o público aos 15 anos, cantando em programa de calouros no rádio, em francês. O ano era 1949 e o samba-canção consagrava cantores com vozes de alta potência e repertório de dor de cotovelo. Doris, porém, tinha a voz suave e emprestava charme e frescor às canções, privilegiando também letras mais alegres e firmando-se como precursora de um estilo que viria a ter destaque também na bossa nova, além de acumular gravações de sucesso nas décadas seguintes - especialmente nos anos 60 e 70. É considerada uma das mais expressivas cantoras da transição do samba-canção para a bossa nova.
A artista tem um papel importante na história da música brasileira ainda por ter afiançado, com sua arte, o início da carreira de grandes criadores. "Um atrás do outro, Doris ajudou a deslanchar compositores como Tom Jobim e Dolores Duran (Se É Por Falta de Adeus), o hoje injustamente esquecido Fernando César (Dó-Ré-Mi, Graças a Deus e Joga a Rede no Mar), Billy Blanco (Mocinho Bonito), Sílvio César (O Que Eu Gosto em Você), Sidney Miller (Alô Fevereiro), Maurício Tapajós e Hermínio Bello de Carvalho (Mudando de Conversa)", ressalta em artigo o jornalista, biógrafo e escritor Ruy Castro.
Tão logo se tornou famosa, nos anos 50, foi convidada a fazer cinema, participando de oito filmes ao longo da carreira. Em 1953 obteve o prêmio de Melhor Atriz no I Primeiro Festival de Cinema por sua interpretação em Agulha no Palheiro, de Alex Viany.
Com mais de 20 LPs e mais de 20 discos de 78rpm gravados, Doris se mantém ativa, fazendo shows. Em 2020, regravou a música Fecho Meus Olhos, Vejo Você no álbum Copacabana - Um Mergulho nos Amores Fracassados, produzido pelo jornalista e musicólogo Zuza Homem de Mello, com base em seu livro Copacabana - A Trajetória do Samba-Canção(1929-1958), lançado em 2017.

## Infância e estreia no rádio
Doris nasceu e foi criada em Copacabana, primeiro pela mãe biológica - que, sozinha, se viu impossibilitada de trabalhar como empregada doméstica e proporcionar os cuidados que a filha necessitava - e depois pelo casal Lázaro e Ana, ele porteiro de um prédio e ela dona de casa. Foi uma infância sem privilégios em termos financeiros, mas com muito foco na educação. Mesmo com dificuldades, os pais conseguiram que ela fizesse o primário em uma escola privada, o Colégio Copacabana, e posteriormente ela foi aprovada para ingressar no Colégio Pedro II, tradicional instituição de ensino público federal. Ela também estudou na Cultura Inglesa e aprendeu a falar francês com a mãe, que tinha vivido nove anos em Lyon.
Esse conhecimento foi decisivo quando, por insistência de uma vizinha que ouvia Doris cantando em casa e percebia seu talento, a jovem de 15 anos se apresentou no programa Papel Carbono, apresentado por Renato Murce, na Rádio Nacional do Rio de Janeiro. O desafio feito aos calouros era imitar outros cantores e Doris escolheu cantar Boléro, interpretada pela francesa Lucienne Delyle. Tirou o primeiro lugar e, a partir daí, começou a receber convites para participar de vários programas de calouros.

## Rádio Tupi e primeiro disco
No começo dos anos 50 foi convidada pelo cantor Orlando Correia a fazer estágio de um mês na Rádio Guanabara, onde foi crooner da Orquestra Napoleão Tavares e Seus Soldados Musicais. Doris, porém, queria ingressar na Rádio Tupi, cuja audiência era bem maior. Para tanto, contava com um traço marcante de sua personalidade - a capacidade incansável de insistir até conquistar o que quer - e uma ajuda do destino: no prédio em que ela morava vivia Alcides Gerardi, cantor da Tupi que fazia muito sucesso na época. Em diversas entrevistas ela conta que "infernizou" tanto a vida do vizinho que conseguiu um teste com o cantor, compositor e radialista Almirante. Tinha 16 anos, foi contratada e ficou oito anos na rádio.
Quando começou na emissora, Doris também trabalhava de crooner no Copacabana Palace, um dos mais luxuosos palcos da época, cantando em inglês e francês. A experiência durou seis meses porque, uma vez contratada pela Tupi, não podia seguir na boate do hotel, cujos shows eram transmitidos pela Rádio Nacional.
A passagem pelo Copacabana, no entanto, foi marcante, pois o público se interessava em ver a menina de 16 anos, de trança, com a mãe sempre ao lado e de posse de um alvará para que a filha pudesse cantar, pois era menor de idade. No livro MPBBambas - Histórias e memórias da canção brasileira Volume 1, do jornalista e crítico musical Tárik de Souza, a cantora conta que sua história era publicada "em tudo quanto era revista da época" e era como se ela tivesse virado uma "atração turística" do Rio de Janeiro.
Cada vez mais conhecida também como cantora da Tupi, onde não interpretava músicas inéditas, despertou o interesse da gravadora Todamérica, que a contratou para produzir seu primeiro disco (78rpm), em 1951. Na lado A, lançou Se Você se Importasse, de Peterpan; no lado B, Fecho Meus Olhos, Vejo Você, de José Maria de Abreu.

## No topo das paradas, nas telas dos cinemas
Os anos 50 marcam a consagração da artista em todo o Brasil. Sua gravação de Se Você se Importasse ficou cinco meses no topo das paradas de sucesso, lançando Doris ao estrelato na música brasileira. É uma década em que produz vários discos em 78rpm com músicas de compositores como Wilson Batista e Jorge de Castro; Tom Jobim e Dolores Duran; e Antônio Maria e Vinicius de Moraes, para citar alguns.
O primeiro LP surgiria em 1954: Vento Soprando, pela Continental, que teve entre as músicas de maior sucesso Graças a Deus e Dó-Ré-Mi, ambas de Fernando César e Joga a Rede no Mar, de Fernando César e Nazareno de Brito. 
Um ano antes o cinema havia entrado na vida da cantora pelas mãos do cineasta Alex Viany, que a convidou para participar do filme Agulha no Palheiro, com o qual ganhou o prêmio de melhor atriz em 1953. Ao todo, fez oito filmes na década de 50 e dois nos anos 60, tendo atuado com artistas como Mazzaroppi, José Lewgoy, Glauce Rocha e Tônia Carrero. A música, no entanto, era a prioridade e ela acabou se afastando do cinema. 
Sucesso nas paradas, no rádio e no cinema, a artista também se tornou uma das estrelas da TV Tupi em meados dos anos 50, apresentando o programa semanal Encontro com Doris Monteiro, transmitido somente para o Rio de Janeiro. Nesta época, seu repertório ganhou novas tonalidades, deixando de ficar restrito ao samba-canção e ao bolero, por influência do músico e compositor Billy Blanco. Ele aconselhou a artista a interpretar músicas com mais balanço, mais próximas do samba, o que Doris considerava estranho ao seu estilo, até ser apresentada a Mocinho Bonito, composição de Blanco. Gravada em 1957, tornou-se uma das músicas mais marcantes da carreira.
O canto mais "suingado", na verdade, era justamente o que Doris, ainda menina, mais gostava de ouvir. Era fanática por Lúcio Alves e Dick Farney - "cantei muito calcada no Dick e no Lúcio, que para mim eram sempre os melhores cantores"-, além de apreciar também Os Cariocas, Nat King Cole e Sarah Vaughan.
Em 1956 ela foi eleita Rainha do Rádio, em um concurso da Associação Brasileira do Rádio no qual as candidatas vendiam votos com objetivo de arrecadar fundos para a construção de um hospital para os radialistas. Foi um processo diferente de quando, em 1952, se tornou Rainha dos Cadetes, quando foi eleita diretamente no voto.

## Do samba-canção à bossa nova
Nos anos 1960, "com a técnica vocal mais amadurecida, Doris mergulhou de vez em um repertório moderno, cheio de charme e suingue", define o jornalista, produtor, historiador e crítico musical Rodrigo Faour. Em 1961, já pela Philips, lança o LP Doris Monteiro, com o qual emplaca mais dois grandes sucessos: Palhaçada e Fiz o Bobão, ambas de Luís Reis e Haroldo Barbosa. Na nova gravadora, o então diretor-artístico Armando Pittigliani pede para a cantora gravar músicas da bossa nova e no LP de 1962, Gostoso é Sambar, já começam a aparecer entre os compositores Roberto Menescal e Ronaldo Bôscoli, com Nós e o Mar; e Carlos Lyra e Vinicius de Moraes, que assinam Você e Eu.
Na sequência ela grava o disco que é considerado "o mais bossa nova" de toda a carreira. No LP Doris Monteiro, de 1964, a cantora registra Samba de Verão, Deus Brasileiro, E Vem o Sol e Razão de Amor, todas dos irmãos Marcos Valle e Paulo Sérgio Valle. Também canta três músicas de Durval Ferreira com diferentes parceiros (Dois Peixinhos, Vivendo de Ilusão e Falaram Tanto de Você), Eumir Deodato  (Baiãozinho), João Mello (Vou de Samba com Você), além de gravar o sucesso Sambou, Sambou, de João Donato e João Mello. Também é neste disco que Doris canta Diz que Fui Por Aí, de Zé Keti e Hortêncio Rocha.
Em Simplesmente, de 1966, a cantora apresenta seu álbum de estreia na Odeon com um repertório que também privilegia a bossa nova e apresenta, na primeira faixa, Meu Refrão, de um Chico Buarque em início de carreira. Foi uma das primeiras artistas renomadas a gravar o compositor. Em 1969, um ano depois de lançar Mudando de Conversa (Maurício Tapajós/Hermínio Bello de Carvalho) em um compacto simples, a cantora batiza o novo LP com o mesmo nome da música, que se tornou um clássico de seu repertório. O hit ficou cerca de cinco meses nas paradas e o disco foi recordista de vendas. Outra música que marcou foi Dó-Ré-Mi, de Fernando César.
Para o jornalista e historiador Rodrigo Faour, neste álbum Doris mostrou-se "uma intérprete mais madura e versátil, sem se prender a rótulos de cantora de bossa ou de samba-canção. Aliás, daí por diante, Doris seria da MPB, sem restrições".

## Uma cantora à prova de rótulos
Os anos 70 encontram em Doris Monteiro uma cantora madura e mais versátil, com maior domínio dos rumos da própria carreira. No LP de estreia desta década, também denominado Doris Monteiro, ela grava de Sílvio Cesar e João Roberto Kelly a Jorge Ben Jor e Carlos Imperial, além de Roberto Carlos e Erasmo Carlos, autores de uma das músicas mais tocadas do disco, Coqueiro Verde.
Um ano depois ela lança Doris, cultuado LP em que a artista apresenta três canções que marcam para sempre seu repertório: É Isso Aí, composta por Sidney Miller; De Pilantra e de Poeta, de Alberto Land; e Conversa de Botequim, parceria de Noel Rosa com Vadico. Ela também canta no disco Hei Você, de Elizabeth, uma artista ligada à Jovem Guarda, além de gravar composições de Caetano Veloso, Sérgio Sampaio, Antonio Adolfo e a dupla Toquinho e Vinicius de Moraes.
Ao longo da década grava mais cinco álbuns solo nos quais amplia ainda mais o leque de compositores e diversifica o repertório, ao mesmo tempo em que lança discos em parceria. De 1970 a 1974 grava quatro LPs com o cantor Miltinho, todos intitulados Doris, Miltinho e Charme. O encontro, que antes de se concretizar parecia improvável, acabou virando um marco na música popular brasileira. A cantora também fez dupla com Tito Madi, em 1992, no disco Brasil Samba Canção, dentro da série Academia Brasileira de Música, lançada pela Sony.
Em 1977, Doris Monteiro foi convidada a participar do Projeto Pixinguinha fazendo dupla com seu ídolo de infância, Lúcio Alves. Deste trabalho nasceu o disco Doris e Lúcio, lançado no ano seguinte com 12 faixas, todas já consagradas naquela época entre os grandes sucessos da música brasileira.

## Shows, Japão e relançamentos
Até 2020, o último disco solo lançado pela cantora datava de 1981, pela Continental. Entre as músicas do LP Doris Monteiro destacam-se Memórias do Café Nice (Artúlio Reis e Monalisa) e O Pato, de Jayme Silva e Neuza Teixeira, cuja gravação "rivaliza com a de João Gilberto", na visão do jornalista Ruy Castro.
A artista seguiu fazendo shows e, em 1990, a convite da cantora nipo-brasileira Lisa Ono, realizou uma turnê no Japão com Johnny Alf, apresentando-se em teatros de Osaka, Nagoya e Tóquio. Na ocasião, gravou a música Praia Nova, de Lisa Ono e Paulo César Pinheiro, no disco Bossa nova underground. Um ano depois subiu ao palco com Emilinha Borba, Ivon Curi e Zezé Gonzaga no espetáculo comemorativo dos 70 anos do rádio no Brasil, encenado com grande sucesso no Teatro do BNDES, no Rio de Janeiro.
Em 2004, para marcar a comemoração de seus 70 anos, foi presenteada pelas gravadoras Universal e EMI com o relançamento em CD de doze de seus melhores discos. Na ocasião, realizou dois shows de lançamento no Bar do Tom, em Ipanema. Outra apresentação de destaque foi quando abriu, em 2008, a temporada de shows do projeto Adoniran - Oito e Meia, no Memorial da América Latina, em São Paulo. Acompanhada pelo tecladista Ricardo Júnior, seu marido, interpretou canções da fase de ouro do rádio brasileiro, entre as quais Mocinho Bonito e Conversa de Botequim, com as quais obteve grande sucesso; Valsa de uma Cidade, de Ismael Netto e Antônio Maria; Copacabana, de Braguinha e Alberto Ribeiro; e Se Todos Fossem Iguais a Você, de Tom e Vinícius.

## Homenagens e CD de sambalanço
Em 2010, juntamente com o saxofonista Aurino Ferreira, foi homenageada na Calçada da Fama de Ipanema, diante de uma plateia de quase mil pessoas. "A música de Doris, de Aurino e de seus pares é um patrimônio da cultura brasileira e como tal deveria ser estudada. De preferência, ministrada por eles próprios", escreveu Ruy Castro por ocasião da homenagem.
Em 2019 Doris e a cantora Leny Andrade foram homenageadas com o Troféu Feira de Vinil do Rio de Janeiro, no Instituto De Arquitetos dos  Brasil. Neste mesmo ano, junto com as cantoras Claudette Soares e Eliana Pittman, se apresenta no espetáculo As Divas do Sambalanço, que teve um dos shows registrados para a produção de CD de mesmo nome, lançado em 2020.
Também em 2020 o jornalista destacou em sua coluna na Folha de S.Paulo que, considerando a primeira gravação, em 1951, a cantora se prepara para completar 70 anos de carreira "incólume, com a voz e a bossa com que atravessou o tempo e com o mesmo estilo adulto e sem vibrato que a tornou a cantora mais moderna do país em sua época. Seus shows hoje se limitam a um ou dois por mês, mas não por sua escolha. Aos 85 anos, ela está firme e sempre pronta, em seu apartamento art déco em Copacabana — o mercado é que encolheu para os artistas do passado. Há pouco, Doris decidiu regravar Fecho Meus Olhos, Vejo Você, o lado B de seu disco de estreia, de 1951. E quer saber? Melhor do que a gravação original".

## Morte
No dia 24 de julho de 2023, Doris Monteiro morreu aos 88 anos em sua residência no Rio de Janeiro. De acordo com a família, a artista faleceu de causas naturais.

## Discografia
- (2020) As Divas do Sambalanço • Discobertas • CD
- (1996) Doris Monteiro & Tito Madi: Brasil samba-canção • Sony • CD
- (1994) Doris Monteiro • Continental • CD
- (1992) Samba canção • Sony Music • CD
- (1989) Grandes intérpretes do Projeto Brahma • LP
- (1989) Noel Rosa com vários intérpretes • PolyGram • LP
- (1986) Essas mulheres • Continental • LP
- (1981) Doris Monteiro • Continental • LP
- (1978) Doris Monteiro e Lúcio Alves - No Projeto Pixinguinha • EMI - Odeon • LP
- (1976) Doris Monteiro Agora • EMI - Odeon • LP
- (1975) Doris • EMI - Odeon • LP
- (1974) Doris Monteiro • Odeon • LP
- (1973) Doris, Miltinho e charme - Vol. 4" • Odeon • LP
- (1973) Doris • Odeon • LP
- (1972) Doris • Odeon • LP
- (1972) Doris, Miltinho e charme vol. 3 • Odeon • LP
- (1971) Doris • Odeon • LP
- (1971) Doris, Miltinho e charme vol. 2 • Odeon • LP
- (1970) Doris Monteiro • Odeon • LP
- (1970) Doris, Miltinho e charme • Odeon • LP
- (1969) Mudando de Conversa • Odeon • LP
- (1968) Doris Monteiro • Odeon • Compacto simples
- (1966) Simplesmente • Odeon • LP
- (1964) Doris Monteiro • Philips • LP
- (1963) Doris Monteiro • Philips • LP
- (1963) Doris Monteiro • Philips • Compacto simples
- (1962) Doris • Columbia • LP
- (1962) ... Gostoso é sambar ! • Philips • LP
- (1961) Palhaçada/Sei lá • Philips • 78
- (1961) Fiz o bobão/Coração só faz bater • Philips • 78
- (1961) Doris Monteiro • Philips • LP
- (1960) Vento soprando • Continental • LP
- (1959) Argumentação/Uma só vez • Columbia • 78
- (1959) Doris • Columbia • LP
- (1958) Real conclusão/Faça de conta • Columbia • 78
- (1958) Tim-tim por tim-tim/Eu não existo sem você • Columbia • 78
- (1957) Graças a Deus/Melancolia • Continental • 78
- (1957) Meu tema/Mocinho bonito • Columbia • 78
- (1957) Doris Monteiro • Columbia • 33/10 pol.
- (1957) Minha obsessão/Marcada • Columbia • 78
- (1956) Vento soprando/Engano • Continental • 78
- (1956) Confidências de Doris Monteiro com música de Fernando César • Continental
- (1956) Gosto da vida/Quando as folhas caírem • Continental • 78
- (1955) Por que razão/Quando tu passas por mim • Continental • 78
- (1955) Se é por falta de adeus/Dó-ré-mi • Continental • 78
- (1955) Céu sem luar/Eu e o meu coração • Continental • 78
- (1954) Basta dizer adeus/Desejo • Todamérica • 78
- (1954) Minhas músicas com Doris Monteiro • Todamérica • 33/10 pol.
- (1953) Você não sabe/Ruínas • Todamérica • 78
- (1953) Cedo para amar/Linguagem dos olhos • Todamérica • 78
- (1953) Aconteceu de repente/É sempre amor • Todamérica • 78
- (1953) Em Mangueira/Lili • Todamérica • 78
- (1952) Quantas vezes?/Bate um sino além • Todamérica • 78
- (1952) Agulha no palheiro/Perdão • Todamérica • 78
- (1952) Marcha do apartamento/Sacrifício não se mede • Todamérica • 78
- (1952) Sou tão feliz/Nunca te direi • Todamérica • 78
- (1951) Se você se importasse/Fecho meus Olhos, Vejo Você • Todamérica • 78

## Filmes
| Ano  | Título                  | Papel     | Notas                                                 | Ref    |
| ---- | ----------------------- | --------- | ----------------------------------------------------- | ------ |
| 1974 | Assim Era a Atlântida   | Ela Mesma | Documentário                                          |        |
| 1963 | Sol Sobre a Lama        |           | com Glauce Rocha                                      |        |
| 1962 | Copacabana Palace       | Maria     | com Tônia Carrero                                     |        |
| 1958 | E o Espetáculo Continua | Lília     | com Eliana Macedo                                     |        |
| 1957 | Tudo é Música           |           |                                                       | [ 24 ] |
| 1957 | De Vento em Popa        | Lucy      | com Oscarito                                          |        |
| 1955 | A Carrocinha            | Ermelinda | com Mazzaroppi                                        |        |
| 1954 | Carnaval em Caxias      | Garçonete | com José Lewgoy                                       | [ 25 ] |
| 1954 | Rua sem Sol             | Maria     | com Glauce Rocha                                      | [ 26 ] |
| 1954 | Feitiço da Vila         |           | com Mary Gonçalves                                    |        |
| 1953 | Agulha no Palheiro      | Elisa     | Prêmio de Melhor Atriz no 1º Festival de Cinema do DF |        |

## Turnês
Cassino de Punta del Este, no Uruguai; Lisboa e Coimbra,  com Dorival Caymmi, em Portugal; Osaka, Nagoya e Tóquio, no Japão.